# Diplusodon gracilis
Diplusodon gracilis är en fackelblomsväxtart som beskrevs av Emil Bernhard Koehne. Diplusodon gracilis ingår i släktet Diplusodon och familjen fackelblomsväxter. Inga underarter finns listade i Catalogue of Life.